# Bando (España)

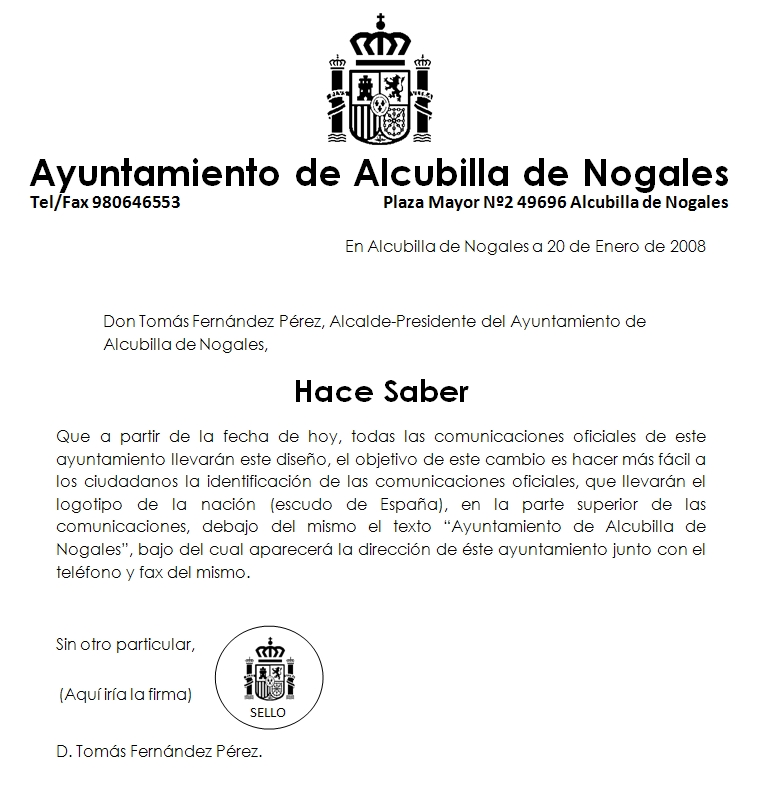
Ejemplo de bando de un Ayuntamiento.

El bando, en el Derecho administrativo español, es un acto administrativo consistente en una manifestación solemne, emitida por el alcalde de un municipio, en la que se dirige públicamente a los ciudadanos para anunciarles o recordarles el obligado cumplimiento de normas en vigor, realizar aclaraciones a las mismas cuando sea necesario, pedir la colaboración de los vecinos, efectuar convocatorias populares o recomendaciones para la buena convivencia ciudadana, entre otros asuntos.
Los bandos se emitieron en respuesta a sucesos concretos o por motivos coyunturales que aconsejaban la difusión y, salvo en caso de urgencia manifiesta, no podían contener disposiciones, prohibiciones, o normas de carácter general, cuya promulgación debía efectuarse a través de ordenanzas o reglamentos.

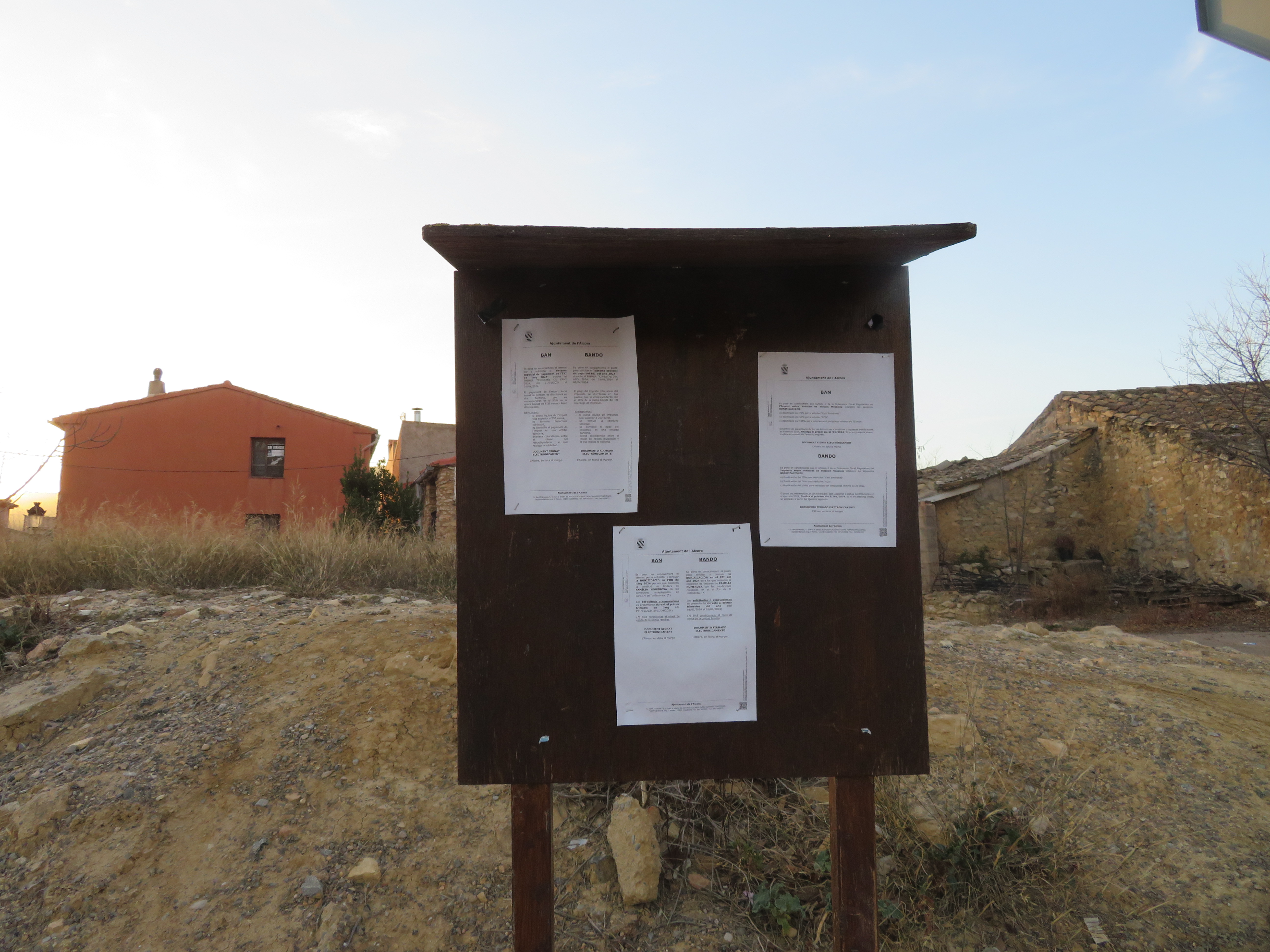
Panel para fijar los Bandos municipales.